# Malthonea aurescens
Malthonea aurescens là một loài bọ cánh cứng trong họ Cerambycidae.